# Actinote negra
Actinote negra är en fjärilsart som beskrevs av Felder 1862. Actinote negra ingår i släktet Actinote och familjen praktfjärilar. Inga underarter finns listade i Catalogue of Life.